# Katsuaki Watanabe
Katsuaki Watanabe (jap. 渡辺 捷昭 Watanabe Katsuaki; * 13. Februar 1942 in der Präfektur Mie) ist torishimariyaku-fuku-kaichō (取締役副会長, „Vorstand und stellvertretender Vorsitzender“) der Toyota Jidōsha K.K. (engl. Toyota Motor Corp.).
Watanabe erhielt seinen Abschluss an der Keiō-Universität in Wirtschaft im Jahre 1964 und arbeitet seither bei Toyota. 2005 folgte er Fujio Chō als „leitender Direktor und Präsident“ (daihyō-torishimariyaku-shachō). Während seiner Karriere gewann er durch seine Kostenreduzierungen an Reputation im Unternehmen. 2009 wurde er durch Akio Toyoda abgelöst.
Watanabe wurde vom TIME magazine zu den 100 einflussreichsten Personen des Jahres 2005 gezählt.
Katsuaki Watanabe wurde 1942 in der Präfektur Mie geboren und lebt heute in der Stadt Toyota. Er ist verheiratet und hat drei Töchter. Der Amateurmusiker Watanabe singt außerdem in einem Männerchor und spielt gerne Golf und Tennis.